# استفان شروک
استفان شروک (به انگلیسی: Stephan Schröck) (زاده ۲۱ اوت ۱۹۸۶) یک بازیکن فوتبال اهل فیلیپین است. او در پست هافبک بازی می‌کند و سابقه حضور در تیم ملی فوتبال فیلیپین را دارد.